# Celtic Woman (album)
Celtic Woman è l'album d'esordio omonimo delle Celtic Woman.

## Tracce
|     | Titolo                                                | Cantanti                                                                       | Durata |
| --- | ----------------------------------------------------- | ------------------------------------------------------------------------------ | ------ |
| 1.  | "The Last Rose of Summer (Intro)/ Walking in the Air" | Chloë Agnew                                                                    | 4:22   |
| 2.  | "May It Be"                                           | Lisa Kelly                                                                     | 3:47   |
| 3.  | "Isle of Inisfree"                                    | Órla Fallon harp by Órla Fallon                                                | 3:28   |
| 4.  | "Danny Boy"                                           | Méav Ní Mhaolchatha                                                            | 3:26   |
| 5.  | "One World"                                           | Chloë Agnew / Órla Fallon / Lisa Kelly / Méav Ní Mhaolchatha                   | 3:50   |
| 6.  | "Ave Maria"                                           | Chloë Agnew harp by Órla Fallon                                                | 2:56   |
| 7.  | "Send Me a Song"                                      | Lisa Kelly                                                                     | 4:23   |
| 8.  | "Siúil A Rúin" (Walk My Love)                         | Órla Fallon                                                                    | 3:17   |
| 9.  | "Orinoco Flow"                                        | Órla Fallon / Lisa Kelly / Méav Ní Mhaolchatha                                 | 3:32   |
| 10. | "Someday"                                             | Chloë Agnew                                                                    | 4:22   |
| 11. | "She Moved Through the Fair"                          | Méav Ní Mhaolchatha                                                            | 3:31   |
| 12. | "Nella Fantasia"                                      | Chloë Agnew                                                                    | 3:42   |
| 13. | "The Butterfly"                                       | Máiréad Nesbitt                                                                | 3:02   |
| 14. | "Theme from Harry's Game"                             | Órla Fallon                                                                    | 2:32   |
| 15. | "The Soft Goodbye"                                    | Chloë Agnew / Lisa Kelly / Méav Ní Mhaolchatha                                 | 3:59   |
| 16. | "You Raise Me Up"                                     | Chloë Agnew / Órla Fallon / Lisa Kelly / Máiréad Nesbitt / Méav Ní Mhaolchatha | 4:34   |
| 17. | "The Ashokan Farewell / The Contradiction" 1          | Máiréad Nesbitt                                                                | 4:10   |
| 18. | "Sí Do Mhaimeo í" (The Wealthy Widow) 1               | Máiréad Nesbitt / Méav Ní Mhaolchatha                                          | 2:13   |